# Сицилиец (фильм)
«Сицилиец» (англ. The Sicilian) — кинофильм режиссёра Майкла Чимино, вышедший на экраны в 1987 году. Фильм основан на одноименном романе Марио Пьюзо.

## Сюжет
Действие происходит на Сицилии вскоре после окончания Второй мировой войны. Сальваторе Джулиано — сицилийский патриот, мечтающий дать землю крестьянам и накормить бедных. С этой целью он организует в горах банду, которая отнимает деньги и ценности у государства и богатых помещиков. Однако вскоре Сальваторе сталкивается с могущественным доном Мазино, у которого на него иные планы. Постепенно Джулиано оказывается втянут в политические игры, которые могут серьёзно подорвать его репутацию среди простого народа.

## В ролях
- Кристофер Ламберт — Сальваторе Джулиано
- Джон Туртурро — Пишотта
- Джосс Экланд — дон Мазино Кроче
- Теренс Стамп — князь Борса
- Ричард Бауэр — Гектор Адонис
- Барбара Зукова — графиня Камилла
- Джулия Боски — Джованна Ферра
- Андреас Кацулас — Пассатемпа